# Kelvin van der Linde
Kelvin van der Linde (Johannesburgo, 20 de junio de 1996) es un piloto sudafricano de automovilismo. Desde 2025 es piloto de fábrica de BMW, tras varios años siéndolo de Audi. Compite en Deutsche Tourenwagen Masters (DTM) desde 2021 hasta 2024, donde consiguió ocho victorias, un subcampeonato en 2024 y un tercer puesto final en 2021. Asimismo fue campeón del ADAC GT Masters en 2014 y 2019, y ganador absoluto de las 24 Horas de Nürburgring de 2017, 2022 y 2025.

## Carrera deportiva
Tras competir dos años en su país natal, en 2013, Kelvin viajó a Alemania a con 17 años competir en la Volkswagen Scirocco R-Cup, la cual ganó. Al año siguiente debutó en ADAC GT Masters y nuevamente ganó el campeonato, con un Audi R8 LMS ultra compartido con René Rast. También hizo su debut en campeonatos internacionales al competir en algunas carreras de TCR International Series y Blancpain GT Series.
En 2018 fue subcampeón del ADAD GT junto a su hermano Sheldon y tercero en el Blancpain GT Series Sprint Cup junto a Steijn Schothorst. Al año siguiente ganó por segunda vez el ADAC GT, pero esta vez de la mano de Patric Niederhauser en un Audi R8 LMS Evo.
Además, ganó las 8 Horas de California 2018 y 2019 y las 10 Horas de Suzuka 2019, competencias puntuables para el Intercontinental GT Challenge.
En 2021 debutó en la Asian Le Mans Series con un Oreca LMP2 de Phoenix Racing y en el DTM con Audi. En este último ganó cuatro carreras a lo largo de la temporada y llegó a la ronda final con posibilidades de ser campeón, compitiendo con Liam Lawson y Maximilian Götz. En la segunda carrera de Norisring, la que definía el título, Van der Linde fue protagonista de un controvertido final. En la primera curva de la carrera, se lanzó sobre el automóvil de Lawson, golpeándolo y causándole daños que le impidieron ser luchar por el título. Vueltas más tarde, pinchó un neumático en un golpe con Götz y permitió que este se quedara con el campeonato, no sin antes ser beneficiado por órdenes del equipo Mercedes sobre otros competidores de la marca.
En enero de 2023, Van der Linde disputará su primera carrera en monoplazas al debutar en la Fórmula E, en la segunda carrera de la temporada, siendo además el primer sudafricano en correr en la categoría. Remplazará a Robin Frijns, quien sufrió una lesión en la primera carrera.
A finales de 2024, se anunció su incorporación al programa de pilotos de BMW.

## Vida personal
Kelvin proviene de una familia con tradición automovilística. Su abuelo, Hennie van der Linde, fue un reconocido piloto de turismos en Sudáfrica que ganó cinco títulos nacionales. Su padre, Shaun, fue campeón sudafricano de turismos y monoplazas. El hermano de Shaun, Etienne, llegó a correr en Fórmula 3 en Europa. El hermano de Kelvin, Sheldon, tres años menor, siguió un camino similar al de Kelvin. Ha competido también en DTM y es piloto de fábrica de BMW.

## Resultados

### TCR Internacional Series
(Clave) (negrita indica pole position) (cursiva indica vuelta rápida)

| Año  | Equipo                   | Auto        | 1   | 2   | 3   | 4   | 5   | 6   | 7   | 8   | 9   | 10  | 11    | 12    | 13  | 14  | 15     | 16     | 17  | 18  | 19  | 20  | 21  | 22  | Pos. | Pts. |
| ---- | ------------------------ | ----------- | --- | --- | --- | --- | --- | --- | --- | --- | --- | --- | ----- | ----- | --- | --- | ------ | ------ | --- | --- | --- | --- | --- | --- | ---- | ---- |
| 2015 |                          |             | MYS | MYS | CHN | CHN | ESP | ESP | POR | POR | ITA | ITA | AUT I | AUT I | RUS | RUS | AUT II | AUT II | SGP | SGP | THA | THA | MAC | MAC | 21.º | 13   |
| 2015 | Liqui Moly Team Engstler | Audi TT Cup |     |     |     |     |     |     | 4   | 12† |     |     |       |       |     |     |        |        |     |     |     |     |     |     | 21.º | 13   |

### Deutsche Tourenwagen Masters
(Clave) (negrita indica pole position) (cursiva indica vuelta rápida)

| Año     | Equipo              | Automóvil          | 1        | 2         | 3         | 4        | 5        | 6        | 7         | 8         | 9       | 10      | 11       | 12       | 13      | 14        | 15       | 16       | Pos. | Puntos |
| ------- | ------------------- | ------------------ | -------- | --------- | --------- | -------- | -------- | -------- | --------- | --------- | ------- | ------- | -------- | -------- | ------- | --------- | -------- | -------- | ---- | ------ |
| 2021    | Abt Sportsline      | Audi R8 LMS Evo    | MNZ 1 4  | MNZ 2 1   | LAU 1 4   | LAU 2 3  | ZOL 1    | ZOL 2 8  | NÜR 1     | NÜR 2 Ret | RBR 1 5 | RBR 2 6 | ASS 1 12 | ASS 2 4  | HOC 1   | HOC 2 10  | NOR 1 4  | NOR 2 17 | 3.º  | 208    |
| 2022    | Team Abt Sportsline | Audi R8 LMS Evo II | ALG 1 4  | ALG 2 6   | LAU 1 Ret | LAU 2 20 | IMO 1 5  | IMO 2 13 | NOR 1 Ret | NOR 2 Ret | NÜR 1 2 | NÜR 2 4 | SPA 1 5  | SPA 2 14 | RBR 1 8 | RBR 2 Ret | HOC 1 12 | HOC 2 5  | 9.º  | 90     |
| 2023    | Abt Sportsline      | Audi R8 LMS Evo II | OSC 1 6  | OSC 2 Ret | ZAN 1 12  | ZAN 2 6  | NOR 1 21 | NOR 2 5  | NÜR 1 8   | NÜR 2 20  | LAU 1 3 | LAU 2 8 | SAC 1 5  | SAC 2 13 | RBR 1   | RBR 2 Ret | HOC 1 6  | HOC 2 25 | 8.º  | 119    |
| 2024    | Abt Sportsline      | Audi R8 LMS Evo II | OSC 1 12 | OSC 2 5   | LAU 1     | LAU 2    | ZAN 1 13 | ZAN 2 3  | NOR 1 6   | NOR 2 9   | NÜR 1   | NÜR 2 4 | SAC 1 8  | SAC 2    | RBR 1 8 | RBR 2 5   | HOC 1    | HOC 2 12 | 2.º  | 221    |
| Fuente: |                     |                    |          |           |           |          |          |          |           |           |         |         |          |          |         |           |          |          |      |        |

### Fórmula E
(Clave) (negrita indica pole position) (cursiva indica vuelta rápida puntuable)
| Año     | Escudería                | 1   | 1   | 2   | 2   | 3   | 4   | 5   | 6   | 6   | 7   | 7   | 8   | 8   | 9   | 9   | 10  | 10  | 11  | 11  | Pos. | Puntos | Ref.   |
| ------- | ------------------------ | --- | --- | --- | --- | --- | --- | --- | --- | --- | --- | --- | --- | --- | --- | --- | --- | --- | --- | --- | ---- | ------ | ------ |
| 2022-23 | ABT Cupra Formula E Team | MEX | MEX | DIR | DIR | HYD | CAB | SÃO | BER | BER | MON | MON | YAK | YAK | PRT | PRT | ROM | ROM | LON | LON | 24.º | 0      | [ 12 ] |
| 2022-23 | ABT Cupra Formula E Team |     |     | 16  | 18  | Ret | WD  |     |     |     |     |     |     |     |     |     |     |     |     |     | 24.º | 0      | [ 12 ] |
| 2023-24 | ABT Cupra Formula E Team | MEX | MEX | DIR | DIR | SÃO | TOK | MIS | MIS | MON | BER | BER | SHA | SHA | PRT | PRT | LON | LON |     |     | 25.º | 0      | [ 13 ] |
| 2023-24 | ABT Cupra Formula E Team |     |     |     |     |     |     |     |     |     | 11  | 15  |     |     |     |     |     |     |     |     | 25.º | 0      | [ 13 ] |